# Bit.Trip Core
Bit.Trip Core, comercializado como BIT.TRIP CORE, es un videojuego de arcade rítmico de 2009, desarrollado por Gaijin Games y distribuido por Aksys Games para el servicio de descarga digital WiiWare para la Wii. Es el segundo juego de la serie Bit.Trip, sucesor directo de Bit.Trip Beat y precediendo a Bit.Trip Void, Bit.Trip Runner, Bit.Trip Fate y Bit.Trip Flux.

## Jugabilidad
Bit.Trip Core se controla con un Wii Remote sostenido de costado. Los jugadores controlarán al «núcleo», una nave con forma de símbolo de más que se encuentra en el centro de la pantalla. La meta del juego es apuntar los láseres del núcleo con las cuatro direcciones de la cruceta y disparar pulsando el botón 2 para poder recolectar puntos multicolor llamados beats. Existen tres niveles en total llamados Discovery, Exploration y Control, cada uno con una duración de 15 minutos aproximadamente. En la versión de Steam los jugadores controlan al núcleo utilizando las teclas WASD y disparan apretando la tecla ENTER.
A medida que el jugador vaya armando un multiplicador de puntaje recolectando beats seguidos sin fallar, el juego mejorará a los modos Mega y Súper, alterando los gráficos y la música del nivel. Además, se pueden adquirir bombas y utilizarlas pulsando el botón 1. Estas resultarán útiles para limpiar la pantalla de beats durante las secciones más difíciles. Si el jugador falla varios beats, se llenará una barra de Nether. Esto lleva al juego a una fase silenciosa, en blanco y negro. El jugador puede escapar de dicha fase recolectando beats, pero en caso de seguir fallando resultará en un Game Over.

## Desarrollo
Gaijing Games comenzó el desarrollo de Bit.Trip Core incluso antes del lanzamiento de Bit.Trip Beat. El juego fue inspirado por Cosmic Ark, un juego de Atari 2600 que fue uno de los favoritos del diseñador Alex Neuse. Luego de pasar por varias iteraciones del diseño del juego, el cual el equipo creyó que resultaría demasiado confuso, se decidieron por un sistema que tuviera similitudes con juegos de ritmo como Guitar Hero. Mientras tanto, los controles fueron influenciados por la respuesta de los playtesters.
El juego fue posteriormente empaquetado con otros cinco juegos de Bit.Trip en Bit.Trip Complete para la Wii en 2011. Un port de Nintendo Switch fue lanzado el 25 de diciembre de 2020.